# Riccardo Balagna
Riccardo Balagna (Pinerolo, 30 ottobre 1912 – Mar Mediterraneo, 24 giugno 1941) è stato un militare e aviatore italiano, decorato di medaglia d'oro al valor militare alla memoria nel corso della seconda guerra mondiale.

## Onorificenze

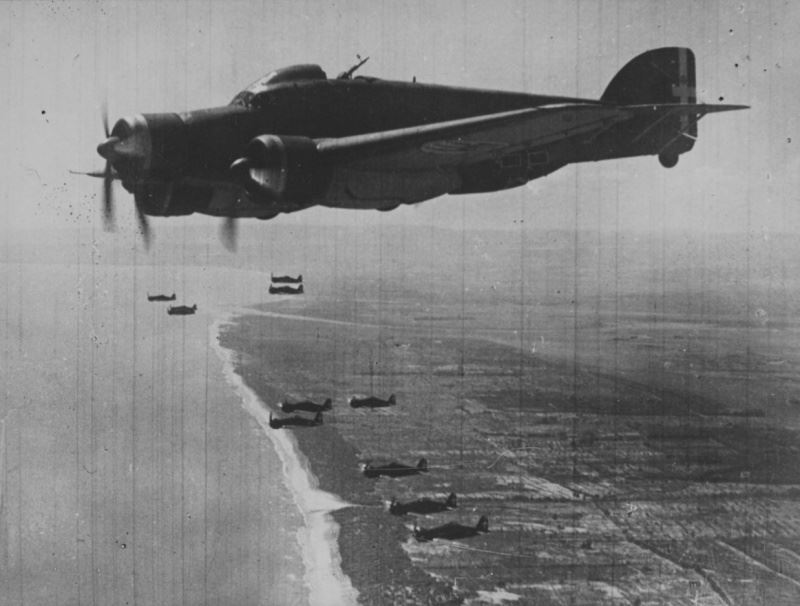
Un bombardiere aerosilurante Savoia-Marchetti S.79 Sparviero in volo scortato da caccia Aermacchi C.200 Saetta.

## Biografia
Nacque a Pinerolo, provincia di Torino, il 30 ottobre 1912. Nel gennaio 1932 si arruolò volontariamente nella Regia Aeronautica in qualità di allievo radiotelegrafista, venendo nominato nel febbraio 1935 primo aviere marconista e nel giugno successivo partì per la Somalia. Prese parte alla guerra d'Etiopia, e fu rimpatriato per malattia dopo un anno, e promosso sergente maggiore nel 1938. All'atto dell'entrata in guerra del Regno d'Italia, avvenuta il 10 giugno 1940, prestava servizio presso il 33º Gruppo Ricognizione Terrestre. Trasferito successivamente poi alla specialità aerosiluranti, fu trasferito alla 279ª Squadriglia aerosiluranti del 131º Gruppo Autonomo, con la quale partì in volo per la Libia nel maggio 1941, arrivando sull'aeroporto militare di Derna. Cadde in combattimento il 24 giugno 1941 sul cielo del Mediterraneo occidentale, e fu decorato con la medaglia d'oro al valor militare alla memoria.

### Fonti
1. 1 2 3 4 5  Combattenti Liberazione.
2. 1 2  Gruppo Medaglie d'Oro al Valor Militare 1965, p. 686.
3. 1 2  Ufficio Storico dell'Aeronautica Militare 1969, p. 127.
4. ↑   Medaglia d'oro al valor militare Balagna Riccardo, su quirinale.it, Quirinale. URL consultato l'11 luglio 2021.